# Kangpu (sockenhuvudort i Kina, Yunnan Sheng, lat 27,60, long 99,10)
Kangpu (kinesiska: 康普) är en sockenhuvudort i Kina. Den ligger i provinsen Yunnan, i den sydvästra delen av landet, omkring 450 kilometer nordväst om provinshuvudstaden Kunming. Antalet invånare är 10 957. Befolkningen består av 5 204 kvinnor och 5 753 män. Barn under 15 år utgör 18,0 %, vuxna 15-64 år 74 %, och äldre över 65 år 7,0 %.
Runt Kangpu är det ganska glesbefolkat, med 34 invånare per kvadratkilometer. Närmaste större samhälle är Yezhi, 12,1 km norr om Kangpu. I omgivningarna runt Kangpu växer i huvudsak blandskog.
Genomsnittlig årsnederbörd är 854 millimeter. Den regnigaste månaden är juli, med i genomsnitt 233 mm nederbörd, och den torraste är november, med 3 mm nederbörd.